# Прямое Монте-Карло моделирование
Прямое Монте-Карло моделирование (метод прямого статистического моделирования Монте-Карло) — метод вычислительной газодинамики, предназначенный для решения задач динамики разреженных газов. Метод может трактоваться как решение уравнения Больцмана.
Метод ПСМ основан на представлении газа множеством дискретных частиц (каждая из которых представляет собой большое количество реальных молекул), для которых задан стохастический процесс их столкновения друг с другом. Эволюция множества частиц описывается как равномерное прямолинейное движение, прерываемое в случайные моменты времени мгновенными актами парных столкновений, поэтому используются, как правило, модели столкновения с полным конечным сечением. Для упрощения алгоритма и существенного ускорения счёта, фазы перемещения и столкновения частиц разделены между собой и чередуются, а столкновительные партнеры выбираются только в пределах той же самой ячейки (без учёта взаимного расположения).
После достижения стационарного режима течения, макропараметры течения вычисляются осреднением параметров частиц в течение достаточно большого количества временных шагов.
Метод имеет три основных параметра дискретизации: временной шаг {\displaystyle \Delta t}, размер ячейки {\displaystyle \Delta h} (столкновительные партнеры для каждой частицы выбираются только в пределах той же самой ячейки), число частиц в ячейке {\displaystyle N}. Временной шаг должен быть меньше времени между столкновениями {\displaystyle t_{c}}, размер ячейки должен быть меньше длины свободного пробега {\displaystyle \lambda }, число частиц в ячейке должно быть достаточно велико, чтобы вероятность повторных столкновений (когда две частицы сталкиваются друг с другом два раза подряд, не столкнувшись с другими частицами) была мала.
Имеет место сходимость второго порядка по {\displaystyle \Delta t/t_{c}} (при условии, что частицы редко пролетают за временной шаг более одной ячейки за счёт теплового движения, иначе наблюдается первый порядок), второго порядка по {\displaystyle \Delta h/\lambda }, первого порядка по {\displaystyle \Delta h/(\lambda N)}.
Дисперсия накапливаемых макропараметров уменьшается обратно пропорционально количеству учтённых временных шагов (однако, слишком коротких временных шагов потребуется больше из-за временных автокоррелиряций параметров частиц в ячейке). То есть для уменьшения амплитуды погрешности вдвое, требуется рассчитать вчетверо больше временных шагов.
При осреднении желательно использовать как выборку после фазы перемещения, так и выборку после фазы столкновения, то есть две выборки для каждого временного шага. Это позволяет достигнуть второго порядка точности по временному шагу для высших моментов, таких как тепловой поток. Для решения нестационарных задач осреднение по времени не подходит, приходится моделировать течение многократно и осреднять по ансамблю решений.
Трудоёмкость метода ПСМ непосредственно связана со степенью разреженности газа, которая определяется числом Кнудсена (отношение длины свободного пробега к характерному размеру рассчитываемой системы). Трудоёмкость быстро растёт при уменьшении числа Кнудсена, то есть с повышением плотности газа, так как требуется мельчить сетку и наращивать число частиц. Ситуация осложняется тем, что установление стационарного режима в более плотном газе происходит дольше, в то время как временной шаг, наоборот, необходимо уменьшать. Как следствие, метод ПСМ применяется, в первую очередь, тогда, когда предположение о предельно малом локальном отклонении газа от равновесия не работает, соответственно, не применимы уравнения Навье — Стокса, и требуется решение уравнений Больцмана.

## История метода
Впервые метод прямого статистического моделирования, использующий расщепление по процессам столкновения и переноса молекул был предложен Г. Бердом в 1963 году. После этого была предложена схема Бёрда Time-Counter. В начале 90-х годов практически все расчёты проводятся с применением схемы Бёрда Non-Time Counter, либо схемы мажорантной частоты.

## Применимость метода
Поскольку разреженный газ — это газ, в котором вероятность двойных столкновений много больше чем вероятность столкновений высокого порядка (тройных и т. д.), то метод применим для описания течений газа в свободно-молекулярном, переходном и континуальном режимах. Например, воздух удовлетворяет условию разреженности вплоть до давления в сотни атмосфер. Режим течения обычно определяется через число Кнудсена Kn.
Другое ограничение на применимость метода связано с нарушением условия о молекулярном хаосе, которое используется при выводе уравнения Больцмана. Возникновение статистической зависимости между моделирующими молекулами приводит необходимости увеличения числа моделирующих молекул. Для течений в около-континуальном режиме ({\displaystyle Kn<0.01}) этот фактор вынуждает использовать параллельные вычислительные системы
В настоящее время метод прямого статистического моделирования Монте-Карло применяется для исследования течений таких разных масштабов как обтекание космических аппаратов при входе в атмосферы планет, течения газа внутри микро- и наноустройств, течения газа при вакуумных технологических процессах.